# Platnickia wedalen
Platnickia wedalen is een spinnensoort in de taxonomische indeling van de mierenjagers (Zodariidae).
Het dier behoort tot het geslacht Platnickia. De wetenschappelijke naam van de soort werd voor het eerst geldig gepubliceerd in 2008 door Cristian J. Grismado & Norman I. Platnick.